# Zdeněk Grygera
Zdeněk Grygera, född 14 maj 1980, är en tjeckisk före detta fotbollsspelare som avslutade sin karriär i den engelska klubben Fulham FC. Grygera representerade det tjeckiska landslaget och spelade i EM 2004 och VM 2006. Han har tidigare spelat i klubbar som Juventus, Ajax och Sparta Prag.